# Dialetto boemo-romanì
Il dialetto boemo-romanì è stato un dialetto della lingua carpato-romanì parlato in Boemia, regione occidentale della Repubblica Ceca. Si estinse dopo la seconda guerra mondiale, a causa dello sterminio della maggior parte dei suoi parlanti nei campi di concentramento nazisti.

## Parlanti
Prima del loro sterminio negli anni '40, i relatori dei romani bohémien, i romani bohémien, erano una delle diverse popolazioni nomadi della Boemia. Condussero uno stile di vita nomade o semi-nomade, viaggiando per il paese specialmente durante l'estate e offrendo i loro servizi alla popolazione rurale boema. Erano principalmente commercianti di cavalli, venditori ambulanti, stagnai e intrattenitori.
I primi antenati dei romanì della Boemia arrivarono probabilmente in Boemia nel XVI e XVII secolo, dalla Slovacchia passando per la Moravia. La migrazione su piccola scala dei rom dalla Slovacchia alle terre ceche (e anche all'indietro) continuò nei secoli seguenti. I rom della Boemia sono sempre stati una minoranza numericamente limitata. Nel 1939, c'erano circa 6.000 persone di diversi gruppi rom nel territorio dell'odierna Repubblica Ceca. Di questi, una piccola parte, forse circa 2.000 persone, viveva in Boemia. La percentuale dei diversi gruppi romani in questa figura è sconosciuta, sebbene la stima di 500-1.500 boemo-romanì possa essere plausibile.
Altri gruppi romani in Boemia, che parlavano dialetti romani diversi dai romani boemi, includevano i Sinti e alcune famiglie dei Kalderar (o Kalderaš) Rom. I Sinti sembrano essere stati il primo gruppo di romani a essere istituito nella regione, alcuni dei quali arrivarono dall'Europa sud-orientale già nel XV secolo; abitavano principalmente le parti della Boemia di lingua tedesca. I Kalderar, d'altra parte, erano relativamente nuovi arrivati, dopo essere emigrati dalla Valacchia nella seconda metà del XIX secolo. Inoltre, c'erano anche diversi gruppi peripatetici non romani in Boemia, che parlavano ceco o tedesco o discutevano di queste lingue.
L'auto-etnonimo dei rom di Boemia era semplicemente Rom (plurale Roma). Furono detti "ungheresi" dai Sinti; questo probabilmente riflette la loro origine in Slovacchia, che allora faceva parte dell'Ungheria. Erano chiamati "poli" (Poljako, plurale Poljača) daiKalderash, che è uno degli etnonimi usati dai Kalderar per riferirsi a diversi gruppi rom. La popolazione sedentaria si riferiva a tutti i gruppi nomani, compresi i Rom di Boemia, come "zingari": cikáni in ceco o Zigeuner in tedesco.
All'inizio del XX secolo, il boemo-romanì, almeno tra alcuni gruppi di Rom di Boemia, stava gradualmente diventando una lingua etnica non autoctona, acquisita nella tarda infanzia e utilizzata principalmente per scopi segreti. Era infatti iniziata una deriva linguistica verso una varietà para-romanì, cioè una varietà non autoctona specializzata parlata dai Rom, che ha la grammatica di una lingua maggioritaria (in questo caso il ceco) e un accesso al lessico di origine romanì.
Il genocidio nazista di Rom e Sinti negli anni '40 provocò la scomparsa di tutti i dialetti romani della Boemia prebellica, compresi il boemo-romanì. Solo circa 600 (ovvero il 10%) rom cechi e sinti sopravvissero al genocidio, incluso forse un centinaio di rom di Boemia. Il boemo-romanì cessò di essere usato dai sopravvissuti a causa di una completa disgregazione sociale delle loro comunità e cessarono di trasmettere la lingua ai loro figli. L'ultimo parlante conosciuto di boemo-romanì morì negli anni '70 (Hana Šebková, pc ).
Il gruppo storico dei rom della Boemia deve essere distinto da quei gruppi di rom che vivono attualmente in Boemia. Questi ultimi sono immigrati dalla Slovacchia dopo la seconda guerra mondiale (in particolare Romungro), che non parlano boemo-romanì.

## Classificazione
Il boemo-romanì appartiene al gruppo dialettale centro-nordico (carpato-romanì). È strettamente legato al romanì della Moravia e della Slovacchia occidentale, insieme ai quali forma il sottogruppo occidentale del romanì centro-settentrionale.
Sebbene chiaramente un dialetto centro-settentrionale, il boemo-romanì condivide anche alcune caratteristiche con i dialetti sinti del romanì. In alcuni casi, questi sono dovuti alla diffusione dal Sinti verso il boemo-romanì. Mentre il boemo-romanì sarebbe stato comprensibili per chi parlava di altri dialetti centro-nordici, ci sono prove che non vi fosse alcuna intelligibilità intrinseca tra boemo-romanì e Sinti.

## Lessico
Il boemo-romanì condivide con altri dialetti romani gran parte del suo vocabolario indo-ario, nonché numerose prime parole in prestito dalle lingue iraniane occidentali (persiano e / o curdo), armeno, osseto e greco. Inoltre, condivide con gli altri dialetti centro-romani del romanì lo strato di prestiti dalle lingue slave meridionali, ungherese e slovacco. Infine, i prestiti più recenti hanno origine dal ceco.
Esempi di prestiti
- Iraniano occidentale: angrusťi "anello", baxt "fortuna", čupňi (k) "frusta"
- Armeno: burnek "manciata", grast "cavallo"
- Iraniano occidentale o Armeno: čekat "fronte"
- Ossetico : círax "scarpa, stivale", xólov "pantaloni"
- Greco: amoňis "incudine", armin "cavolo", efta "sette", foros "città", ľiťhi "albero da frutto", paxoň- "congelare"
- Slavo del sud: caklo "bicchiere", doha "abbastanza", dugo "lungo", duma "discorso", vičin- "gridare"
- Ungherese: bugaris "ragno" (<"scarabeo"), dilos "mezzogiorno", faďin- "congelare"
- Slovacco: čapláris "locanda"
- Ceco: mořos "mare"
- Slovacco o ceco: hrobos "grave", národos "friend" (<"nazione")

Ehas jekh čorro rom. Kerelas buťi. Kana kerelas, kerďas dešupandž karfa, the diňas len peskra romňake, kaj te džal jarreske. Kana vaš oda jarro geľas, avľas, thoďas, ušanďas xumer. Pale kerďas mačiki, thoďas len pro čáro. Bešte pr-oda čáro bištheštar maťha. Phenďas o rom peskra romňake: "Dikhes romňije, me som murš, kaj bištheštar maťhen tel jekha dabate našavava." E romňi phenďas: "Me džanav, kaj hi meg feder murš meg sal tu, kaj čivela peskri thaľik pro šipkos, kaj la lela tel, aňi na čalavela."